# Złoty Potok (województwo śląskie)
Złoty Potok – wieś w Polsce położona w województwie śląskim, w powiecie częstochowskim, w gminie Janów na Wyżynie Krakowsko-Częstochowskiej przy drodze wojewódzkiej nr 793. Do 1952 roku istniała gmina Potok Złoty. W latach 1975–1998 w województwie częstochowskim.

## Historia
Początki osadnictwa nad Wiercicą datuje się na przełom VIII i IX wieku, kiedy to powstało warowne grodzisko skalne Osiedle Wały, jedno z największych na południu Polski, o powierzchni około 18 tys. m². Grodzisko, zamieszkiwane od VIII do XII wieku, miało potrójne wały, centrum grodu – tzw. gródek – zajmowało około 1410 m². Pierwsza pisemna wzmianka o wsi Potok pochodzi z 1153 roku, co świadczy o jej wczesnym znaczeniu na mapie regionu. Potok był wówczas rozwiniętym ośrodkiem hutniczym, prawdopodobnie własnością rodziny Odrowążów.
W 1298 roku rycerz Bartosz z rodu Odrowążów ufundował pierwszy drewniany kościół we wsi Potok. Na początku XIII wieku właścicielami ponownie zostali Potoccy herbu Pilawa i oni prawdopodobnie, od złotego tła herbu, dodali do nazwy wsi przydomek „Złoty”. W połowie XV wieku w Potoku zbudowano murowany kościół w stylu gotyckim, który na przestrzeni wieków był wielokrotnie przebudowywany. Współcześnie jest on pozbawiony wyraźnego stylu architektonicznego.
W 1475 roku Potok stał się gniazdem rodowym Potockich herbu Szreniawa, a od 1532 roku właścicielem majątku był Baltazar Potocki. W XVI wieku w Złotym Potoku wzniesiono dwór, który stał się siedzibą lokalnej arystokracji. W 1851 roku majątek w Złotym Potoku przeszedł w ręce rodziny Krasińskich, a w 1856 roku na miejscu tego dworu, zwanego Zameczkiem, generał Wincenty Krasiński zbudował nowy pałac w stylu klasycystycznym. 
W 1881 roku majątek stał się własnością Raczyńskich. Na początku XX wieku rodzina Raczyńskich przebudowała pałac, nadając mu dzisiejszy kształt. Pałac służył jako ich stała rezydencja do 1939 roku, kiedy zostali zmuszeni przez okupantów niemieckich do opuszczenia siedziby. Po wojnie majątek został upaństwowiony, a w pałacu przez wiele lat mieściła się szkoła. Obecnie pałac znajduje się w złym stanie technicznym.

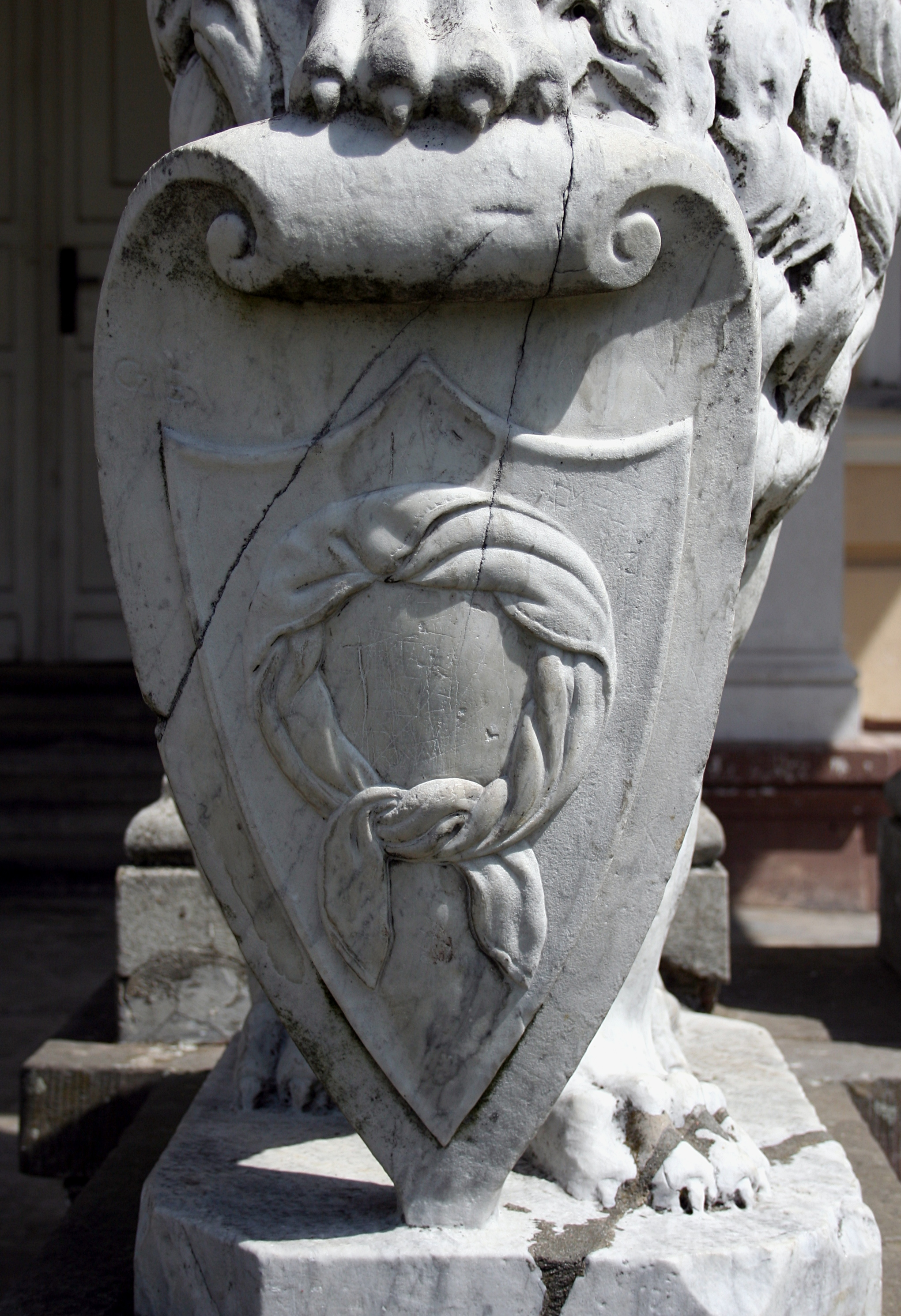
Nałęcz, herb rodowy Raczyńskiego – detal architektoniczny pałacu w Złotym Potoku

W tym samym roku hrabia Edward Raczyński założył w pobliżu wywierzyskowych źródeł Wiercicy (Źródła Zygmunta i Elżbiety) jedną z pierwszych w Europie pstrągarni, zaprojektowaną przez Michała Girdwoynia. Pstrągarnia ta była jedną z największych i pierwszą tego typu hodowlą w kontynentalnej Europie.
8 lub 9 lipca 1863 roku, w lasach pod wsią, doszło do tragicznej bitwy pomiędzy oddziałem powstańców styczniowych pod dowództwem pułkownika Zygmunta Chmieleńskiego a wojskami rosyjskimi pod dowództwem pułkownika Ernrotha. Bitwa zakończyła się klęską powstańców.
Za pstrągarnią i Stawem Zielonym (zwanym również „Snem Nocy Letniej”) znajduje się zabytkowy młyn wodny „Kołaczew”. Pochodzi z początku XX w., odbudowany po pożarze w 1928 r., znajduje się na szlaku architektury drewnianej województwa śląskiego.
11 września 1944 roku w pobliskich lasach miała miejsce bitwa między liczącym około 400 ludzi batalionem partyzanckim „Skała” krakowskiej części Kedywu zmierzającym z Krakowa na odsiecz Polakom w powstaniu warszawskiemu, a prawie dwutysięczną ekspedycją niemiecką (między innymi Własowców). W bitwie zginęło 25 partyzantów i 68 żołnierzy niemieckich, a zakończyła się  odwrotem partyzantów,  w kierunku Miechowa. Poległych partyzantów upamiętnia tablica wmurowana w latach pięćdziesiątych dwudziestego wieku na ścianie frontowej kościoła w Złotym Potoku.

## Pobyt Zygmunta Krasińskiego

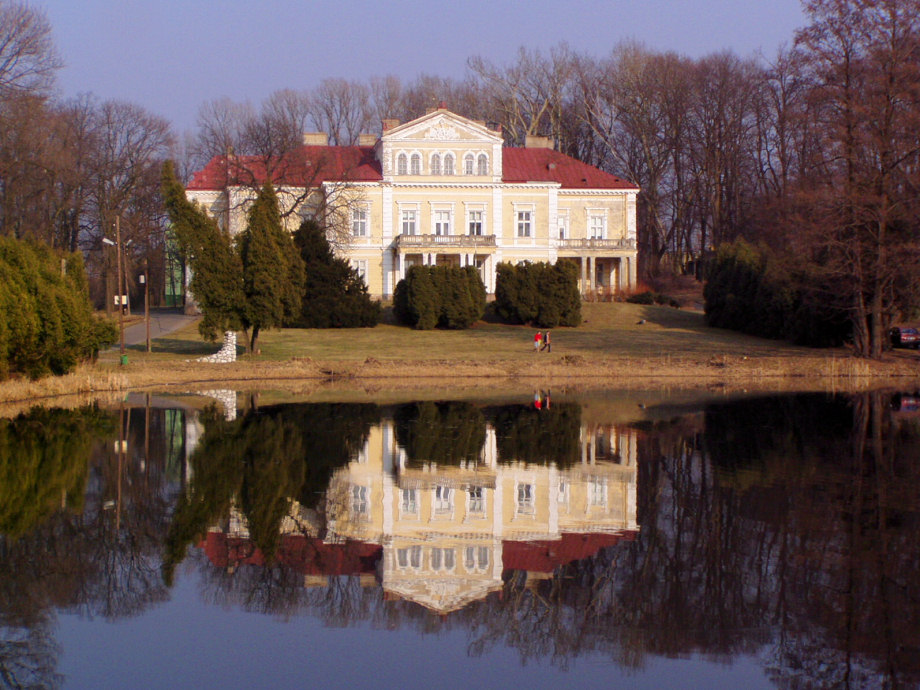
Pałac Raczyńskich

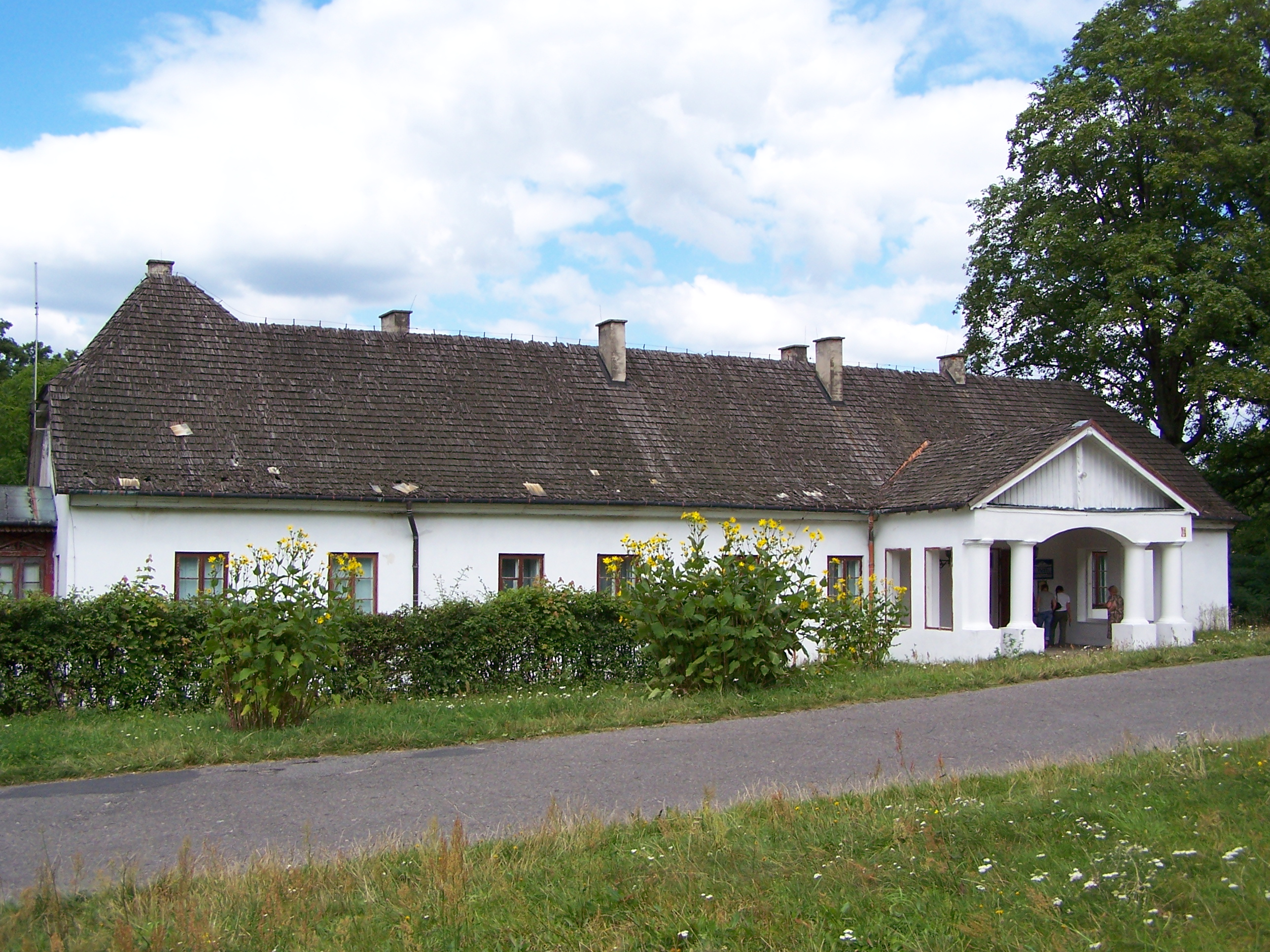
Dwór Krasińskich

Od maja do 20 września 1857 w Złotym Potoku przebywał jeden z najwybitniejszych polskich twórców romantyzmu, Zygmunt Krasiński. Do miejscowości przyjechał razem z żoną, Elizą Elżbietą z Branickich, i dziećmi. Spacerując po okolicznych lasach, nadał nazwy wielu ostańcom, a także położonemu u stóp pałacu stawowi Irydion. Pobyt przerwała śmierć jego najmłodszej córki, Elżbiety. Obecnie w dworku, w którym mieszkał Krasiński, mieści się muzeum.

## Obiekty zabytkowe
- Pałac Raczyńskich – na miejscu obecnego pałacu od XVI w. istniał dwór, prawdopodobnie obronny, zwany Zameczkiem. Na początku XIX w. stary dwór popadł w ruinę i nie nadawał się już do zamieszkania. W połowie XIX w. majątek odkupił i podniósł z upadku generał Wincenty Krasiński. W 1856 r. na jego polecenie zbudowany został pałac w stylu klasycystycznym, a sąsiadujący z nim dworek z 1827 przeznaczony został dla jego syna, pisarza, który mieszkał w nim latem 1857 roku. Po jego śmierci majątek odziedziczyła córka poety Maria, żona hrabiego Edwarda Aleksandra Raczyńskiego[3]. Rodzina Raczyńskich na początku XX w. przebudowała pałac, nadając mu dzisiejszy kształt. Po 1945 roku majątek upaństwowiono, a w pałacu przez wiele lat mieściła się szkoła. Obecnie znajduje się  w bardzo złym stanie technicznym i nie można go zwiedzać.
  - Dwór klasycystyczny z 1829 roku, w którym w lecie 1857 roku mieszkał Zygmunt Krasiński. Obecnie mieści się w nim Muzeum Regionalne im. Zygmunta Krasińskiego[3].
  - Park pałacowy – pałac Raczyńskich i dworek Krasińskich otoczone są prawie czterdziestohektarowym parkiem w stylu angielskim, przez którego środek przepływa Wiercica, przyczyniająca się do nadania parkowi romantycznego charakteru. Park zaprojektował Franciszek Szanior, który postanowił wzbogacić jego florę gatunkami drzew i krzewów, w tym: modrzew japoński, wiąz turkiestański(inne języki), tulipanowiec amerykański, karagana syberyjska. Na terenie zespołu pałacowo-parkowego znajduje się interesujący pomnik przyrody: około 600-letni dąb szypułkowy „Dziad”.
- Grodzisko skalne Osiedle Wały, około 2 km na południe od Złotego Potoku. Pierwszy gród powstał w tym miejscu w VIII lub IX wieku, a ponownie zamieszkany został w XI lub XII wieku[4].
- Kościół św. Jana Chrzciciela, z zabytkowymi, podobno najstarszymi w Polsce, organami[5][6]. W bocznej, neogotyckiej, kaplicy Krasińskich, pochowana jest małoletnia Elżbieta, córka Zygmunta Krasińskiego, a także jego wnuk, Karol Roger Raczyński.

## Obiekty przyrodnicze

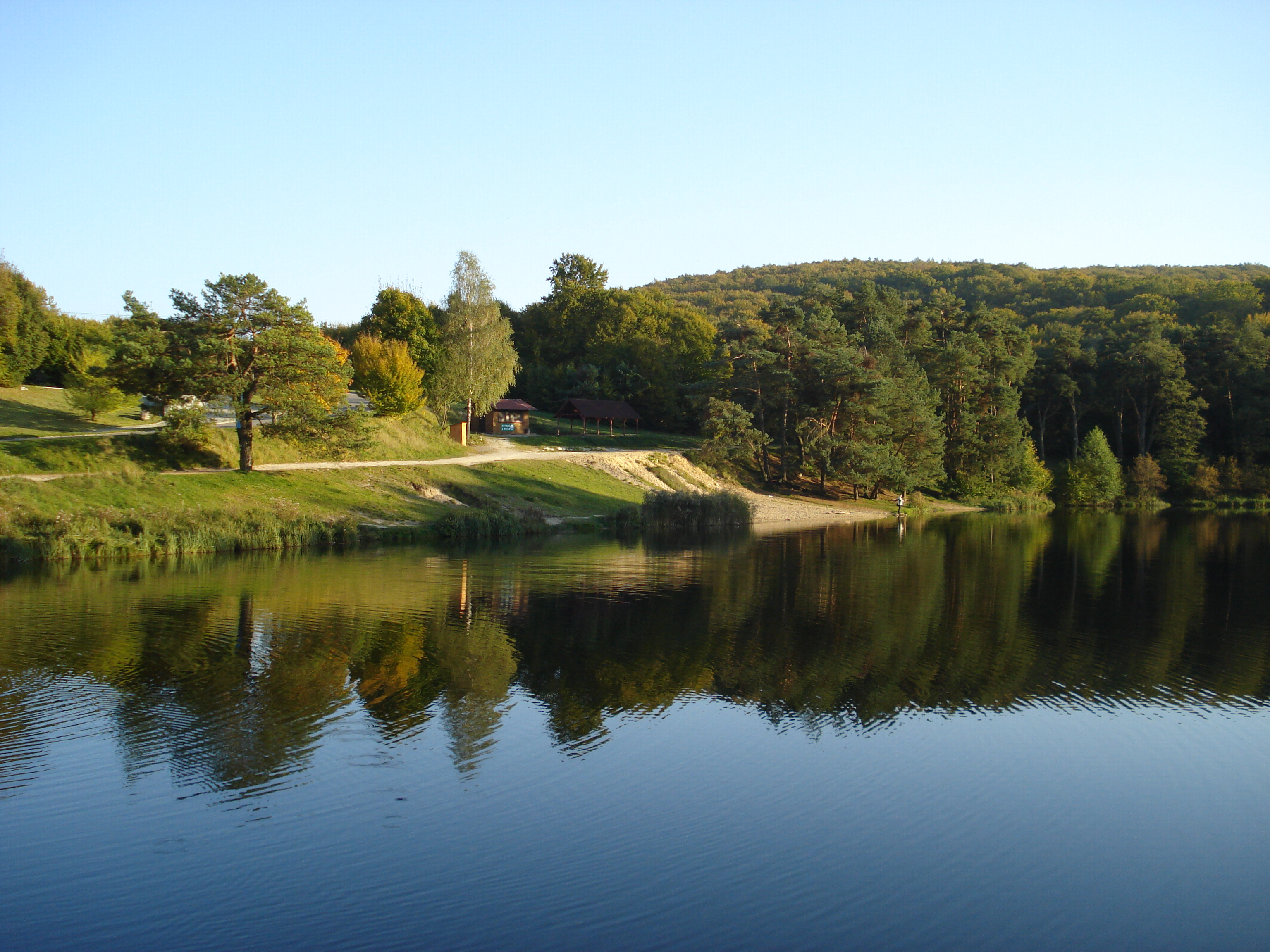
Staw Amerykan

- Wywierzyskowe źródła i dolina Wiercicy
- 200-letnia aleja klonów, pomnik przyrody (drzewa o wysokości ok. 30 m, obwodzie 200–300 cm)[7]
- Liczne ostańce (np. Diabelskie Mosty, Skała z Krzyżem, Brama Twardowskiego)
- Rezerwat leśny „Parkowe”
- Stanowisko endemicznej warzuchy polskiej
- Stawy pstrągów

## Szlaki turystyczne
– Szlak Orlich Gniazd
 – Szlak Zamonitu
 – Szlak Walk 7 Dywizji Piechoty Wrzesień 1939
 – Szlak Architektury Drewnianej województwa śląskiego